# 名称独特的化学物质列表
化学物质的系统命名法有时会赋予一些化学物质复杂的名称，其中包含了许多少见而有趣的命名。在这些命名中，既有根据化学物质的化学成分、发现地、发现者，或是从哪一物种身上分离的合理命名；也有因为化学物质的结构、性质，或是发现者的一时兴起而故意给出的稀奇古怪的惯用名。许多惯用名出现于正式的系统命名之前，有时会出现模棱两可的情况；在不同领域、不同地域或不同语言中还会表示不同的意义。
E.W. Godly 曾在他的著作中写道：“国际非专利药品名称（INN）或國際標準化組織（ISO）所认可的惯用名都是根据它们所在的领域谨慎地选取的，并已得到国际上广泛的认可。”在《化学物质的系统命名法（Chemical Nomenclature）》的前言，Thurlow 却写道：“化学物质的命名不必那么死板。” 布里斯托尔大学的某网站就列出了一系列“名字荒唐可笑或稀奇古怪的分子”以供娱乐。这些滑稽的名字在教学上也是有一定的意义的。《化学教育期刊》的一篇文章指出，把滑稽的惯用名转成正式命名的小练习能让学生在学习枯燥的有机化学系统命名时得到一定的乐趣。

## 元素
钚：美國核化學家、钚的发现者格倫·西奧多·西博格（Glenn Theodore Seaborg）告诉他的学生，他最初之所以提议选择“Pu”而不是“Pl”作为钚的元素符号，是因为他曾经想开一个“P U”的玩笑，后来却发现官方居然接受了他的提议，选择了“Pu”作为钚的元素符号。
锑：锑的元素符号“Sb”也有粗话“傻逼”的意思，导致汉字“锑”和“51号元素”一词自身也成了粗口，并在与化学有关的讨论当中被广泛使用。

## 化合物

### 根据形状命名
| 巴克明斯特富勒烯 | 也叫“巴克球”，一种碳的同素異形體。发现者哈罗德·克罗托为了向巴克敏斯特·富勒设计的1967年世界博览会美国馆球形圆顶薄壳建筑致敬，以建筑师的名字命名了此分子。此分子还有一个“足球烯”的别名，由 A.D.J. Haymet 所取。 |
| 迪开石           | 也叫狄克石，化学式为Al2Si2O5(OH)4，是一种具有多种工业用途的黏土状材料，得名于发现者阿兰·布勒·狄克。 |
| 约西磷配体       | 不对称合成中的催化剂，得名于第一位合成者约西·普莱奥（Josi Puleo）。 |

| 波希米亚酸  | 一种混合物，以普契尼所著的歌剧《波希米亚人》命名，包含大量以其中角色命名的物质。 |
| Ranasmurfin | 一种来自于热带蛙气泡巢的蓝色蛋白质，得名于《蓝精灵》（the Smurfs）。             |
| 皮卡丘素    | 一种视黄醛蛋白，得名于《精灵宝可梦系列》的皮卡丘。                               |
| 音猬因子    | 得名于《刺猬索尼克》的蛋白质。                                                   |
| 德古拉蛋白  | 在吸血蝠的唾液中发现的一种抗凝血素，得名于民间故事中邪恶的吸血鬼——德古拉。       |

| 悉尼酮             | 以澳大利亚城市悉尼命名的一种杂环化合物。             |
| 慕尼黑酮           | 以德国城市慕尼黑命名的一种杂环化合物。               |
| 蒙特利尔酮         | 以加拿大城市蒙特利尔命名的一种杂环化合物。           |
| 美茵茨酮（Mogone） | 以德国城市美茵茨命名的一种杂环化合物。               |
| 孟鲁司特           | 名字来源于加拿大城市蒙特利尔的一种药物。             |
| 魁北克酚           | 一种從枫糖中提取的天然產物，以加拿大的魁北克省命名。 |
| 武汉酸             | 一种從诸葛菜中提取的天然產物，以湖北省的武汉市命名。 |
| 内布拉斯加酸       | 一种從诸葛菜中提取的天然產物，以内布拉斯加州命名。   |

| 乳清酸（Orotic acid） | 一种有机酸，也叫维生素B13。其英文名常常被误拼成“erotic acid（情色酸）”。 |
| SEX                   | 乙基黄原酸钠（sodium ethyl xanthate）的缩写，结构式为 CH3CH2OCS2Na。     |
| 精胺、亞精胺          | 参与细胞代谢的生长因子。                                                 |

| 尸胺         | 动物尸体腐烂时产生的具有腐臭气味的化合物。               |
| DEAD/DEADCAT | 偶氮二甲酸二乙酯（Diethyl azodicarboxylate）的英文缩写。 |
| 腐胺         | 动物尸体腐烂时产生的具有腐臭气味的化合物。               |

| 砷唑（Arsole）            | (C4H5As)，音似asshole。                                                                                           |
| 杂种烷（Bastardane）      | 其正规的名称应该为：ethano-bridged noradamantane，别名 bastardane 来源于bastard。                                 |
| 乙哌苯乙酯（Crapinon）    | 一种抗膽鹼劑，名称中包含crap一词。                                                                                |
| 镁铁闪石（Cummingtonite） | ((Mg,Fe)7Si8(OH)22)，一种镁-铁硅酸氢氧化合物，在麻省的卡明顿首次发现。其名称中的“Cumming”是英语中表示射精的俚语。 |
| DAMN                      | 二氨基马来腈（Diaminomaleonitrile）是一种氰基烃，其缩写为DAMN。                                                   |
| Fartox                    | 杀真菌剂五氯硝基苯的一种别称，名称中包含fart一词。                                                                |
| 岩藻糖醇（Fucitol）       | (C6H14O5)，名称中包含fuck。其手性异构体也被叫做“D-fuc-ol”和“L-fuc-ol”。                                           |
| fucK                      | 墨角藻糖激酶的基因。                                                                                              |

| 肌联蛋白（Methionylthreonylthreonylglutaminylarginyl...isoleucine） | 已知的最大的蛋白质，其化学名由189819个字母组成（完整名称见此处）。                                   |
| 二氟化二氧（FOOF）                                                  | 二氟化二氧（O2F2）是一种极为不稳定的化合物，遇到大部分化合物都会直接爆炸——这也是它昵称“FOOF”的由来。 |